# محكمة الأمور المستعجلة (مصر)

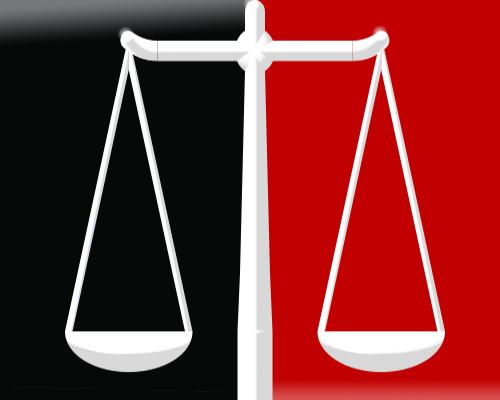
شعار القانون المصري

محكمة الأمور المستعجلة هي المحكمة المخول إليها الفصل في المنازعات التي يخشى عليها من فوات الوقت، فصلا مؤقتاً لا يمس أصل الحق، وإنما يقتصر على الحكم باتخاذ إجراء وقتي ملزم للطرفين بهدف المحافظة على الوضع القائم، أو صيانة مصالح الطرفين المتنازعين. أو منع الضرر أو تلافيه في حال رفع الدعوى في القضاء العادي والذي يأخذ فترة أطول.
وقد أقر المُشرِّع في المادة 45 من قانون المرافعات المدنية والتجارية الحالي رقم 13 لسنة 1968 أنه:«يندب في مقر المحكمة الابتدائية قاضٍ من قضاتها ليحكم بصفة مؤقتة ومع عدم المساس بالحق في المسائل المُستعجلة التي يخشى عليها من فوات الوقت». وإعمالاً لهذا النص توجد في مقر كل محكمة ابتدائية محكمة متخصصة لنظر الدعاوى المُستعجلة التي ترفع إليها بصفة أصلية.
ومن ثم تُعَدّ محكمة الأمور المُستعجلة من طبقة المحاكم الجزئية ولذلك يصدر القضاء فيها من قاضٍ فرد، وتختص دون غيرها من المحاكم الجزئية التي توجد في دائرة المدينة التي بها مقر المحكمة الابتدائية بالدعاوى المُستعجلة التي ترفع بصفة أصلية.
وتستأنف أحكامها أمام المحاكم الابتدائية وفقاً للمادة 47 الفقرة 2 من قانون المرافعات رقم 13 لسنة 1968 التي أقرت ذلك بقولها:«وتختص كذلك بالحكم في قضايا الاستئناف الذي يرفع إليها عن الأحكام الصادرة ابتدائياً من محكمة المواد الجزئية أو من قاضي الأمور المُستعجلة»؛ لأنه لا توجد في مصر محاكم للأمور المُستعجلة كدرجة ثانية.
أما في خارج دائرة المدينة التي بها مقر المحكمة الابتدائية فيكون هذا الاختصاص لمحكمة المواد الجزئية وفقاً للمادة 45 الفقرة 2 من قانون المرافعات.
أي أن المُشرِّع يُفرِّق بموجب المادة 45 من قانون المرافعات بين المدينة التي بها مقر المحكمة الابتدائية وخارج هذه المدينة؛ ففي نطاق المدينة التي يوجد بها مقر المحكمة الابتدائية يُندب أحد قضاتها لممارسة اختصاص محكمة الأمور المُستعجلة. وفي خارج هذه المدينة تقوم المحكمة الجزئية بوظيفة محكمة الأمور المُستعجلة